# Antònia Vallès Ramis
Antònia Vallès Ramis (Sencelles, 7 de març de 1973) és una política mallorquina, diputada al Parlament de les Illes Balears en la VIII legislatura.